# OpenOffice.org Draw
OpenOffice.org Draw（オープンオフィス・ドット・オルグ ドロー）は、 OpenOffice.org におけるドロー機能のコンポーネントである。DTP目的のソフトウェアとして用いられることもある。
OpenOffice.orgを開発していたOpenOffice.org Projectの解散・権利譲渡に伴い、Apache OpenOffice Drawとして開発が続けられている。

## 機能
ズームスライダ
ステータスバーにあるスライダのことを指す。これをドラッグすることにより自由に表示倍率を変更できる。
アンチエイリアス
アンチエイリアシング処理により、図形のディザを無くし、閲覧時にきれいに見える。
グループ化処理
複数のドローオブジェクトをグループ化する。
組み合わせ
二つ以上の図形の重なっている部分を空白にして結合する。
レイアウトを維持したままのPDFインポート・編集機能
プラグインを用いることで、PDFデータの取り込み・編集を可能にする機能。自動的にDrawのデータをPDFに添付する「ハイブリッドPDF」の作成も可能。

## バージョンアップ履歴
| バージョン | リリース年月日                  | 特徴 |
| ---------- | ------------------------------- | --- |
| 3.1        | 2009年5月7日（英語版/日本語版） | アンチエイリアス効果をドロー画像に加えられるようになった。ステータスバーに表示倍率を変更できる「ズームスライダ」が追加された。 |